# Tetrasarus formosus
Tetrasarus formosus là một loài bọ cánh cứng trong họ Cerambycidae.